# Aigues-Vives (Ariège)
Aigues-Vives é uma comuna francesa na região administrativa de Occitânia, no departamento de Ariège.